# 博希蒙德三世

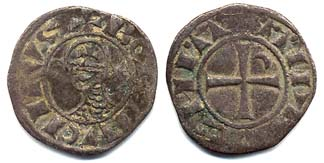
博希蒙德三世钱币.

1135年的安条克公国.

博希蒙德三世（Bohemond III of Antioch，1144年—1201年），被称为口吃者（the Stammerer or the Stutterer）。安条克公爵（1163-1201）。
博希蒙德三世是博希蒙德二世的外孙，父亲1149年死于Inab之战，母亲康斯坦斯担任安条克公国摄政，与沙蒂永的雷纳德再婚，雷诺继承安条克亲王爵位，直到1160年被囚禁在阿勒颇(他住在那里直到1176年)。
博希蒙德到法定年龄时要继承爵位，但被康斯坦斯拒绝，经耶路撒冷国王鲍德温三世干预，博希蒙德于1163年即位，次年与穆斯林军作战失败被俘虏，后获释。1180年因遗弃第二个妻子西奥多拉·康尼娜（塞浦路斯公爵之女）而被逐出教会。晚年在立嗣问题上颇受折磨，其幼子曾一度于1199年将博希蒙德逐出安条克。
博希蒙德于1201年去世，他的儿子博希蒙德四世继任。